# Ґембиці (Ґостинський повіт)
Ґембиці (пол. Gębice) — село в Польщі, у гміні Пемпово Гостинського повіту Великопольського воєводства.
Населення — 337 осіб (2011).
У 1975-1998 роках село належало до Лешненського воєводства.

## Демографія
Демографічна структура станом на 31 березня 2011 року:
|          | Загалом | Допрацездатний вік | Працездатний вік | Постпрацездатний вік |
| -------- | ------- | ------------------ | ---------------- | -------------------- |
| Чоловіки | 159     | 31                 | 114              | 14                   |
| Жінки    | 178     | 38                 | 96               | 44                   |
| Разом    | 337     | 69                 | 210              | 58                   |